# Mozilla Foundation
Mozilla Foundation (сокращенно MF или MoFo) — некоммерческая организация, созданная для поддержки и руководства проектом Mozilla. Эта организация устанавливает политику разработки, эксплуатирует необходимую проекту инфраструктуру, контролирует товарные знаки и другую интеллектуальную собственность. Mozilla Foundation является собственником дочерних компании Mozilla Corporation, которая предоставляет работу многим разработчикам Mozilla и координирует выпуски браузера Mozilla Firefox и почтового клиента Mozilla Thunderbird, и Mozilla Messaging, которая разработала Thunderbird 3. Mozilla Foundation базируется в Маунтин-Вью, штат Калифорния, США.
Mozilla Foundation позиционировал себя как «некоммерческую организацию, целью которой является сохранение возможности выбора и стимулирование инноваций в сети Интернет».
По неофициальным данным сделка с Google о передаче поискового трафика приносит примерно 400 млн долларов в год, что составляет 75-95 % от дохода Mozilla.

## История

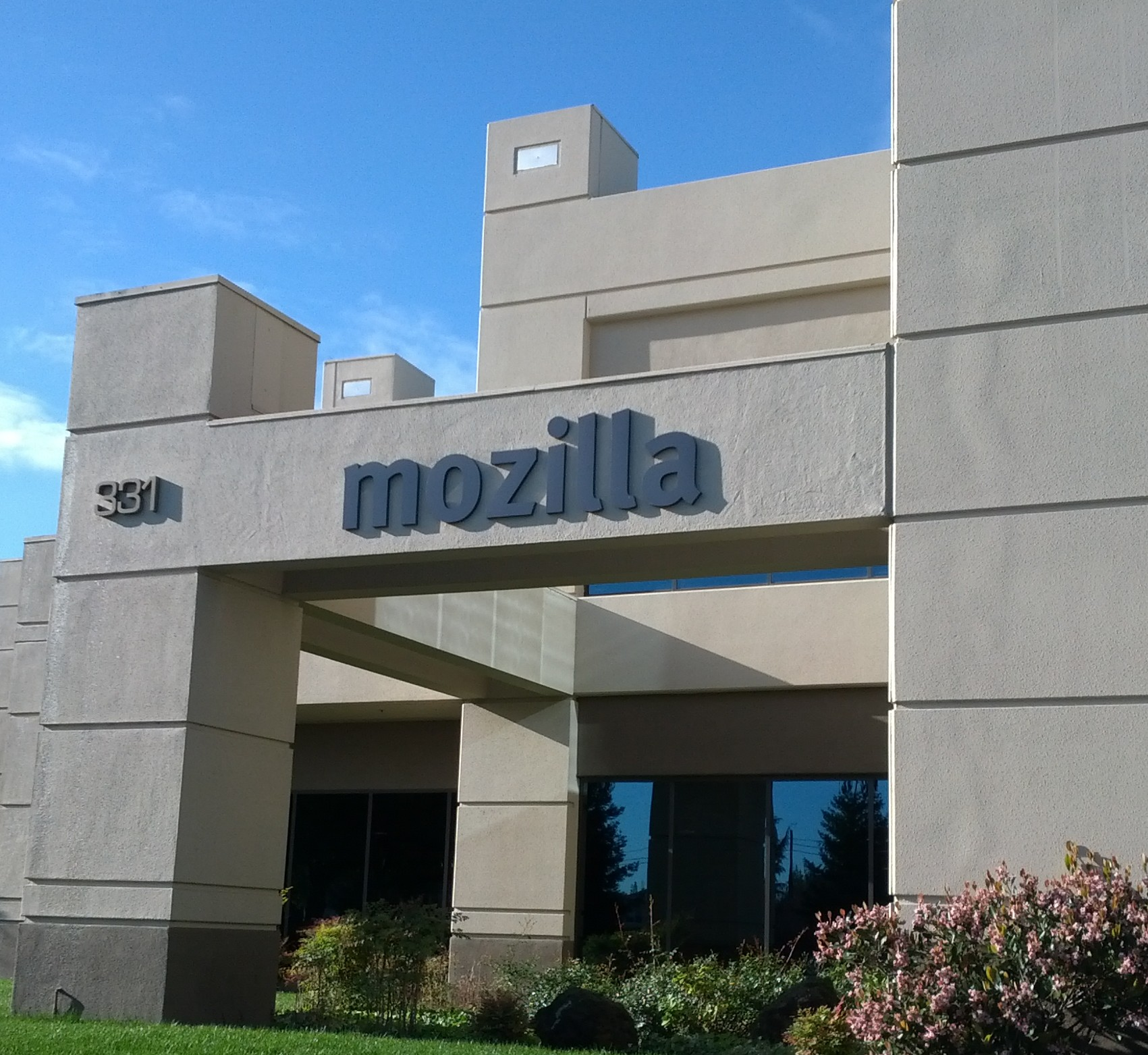
Офис Mozilla Foundation и Mozilla Corporation в Маунтин-Вью

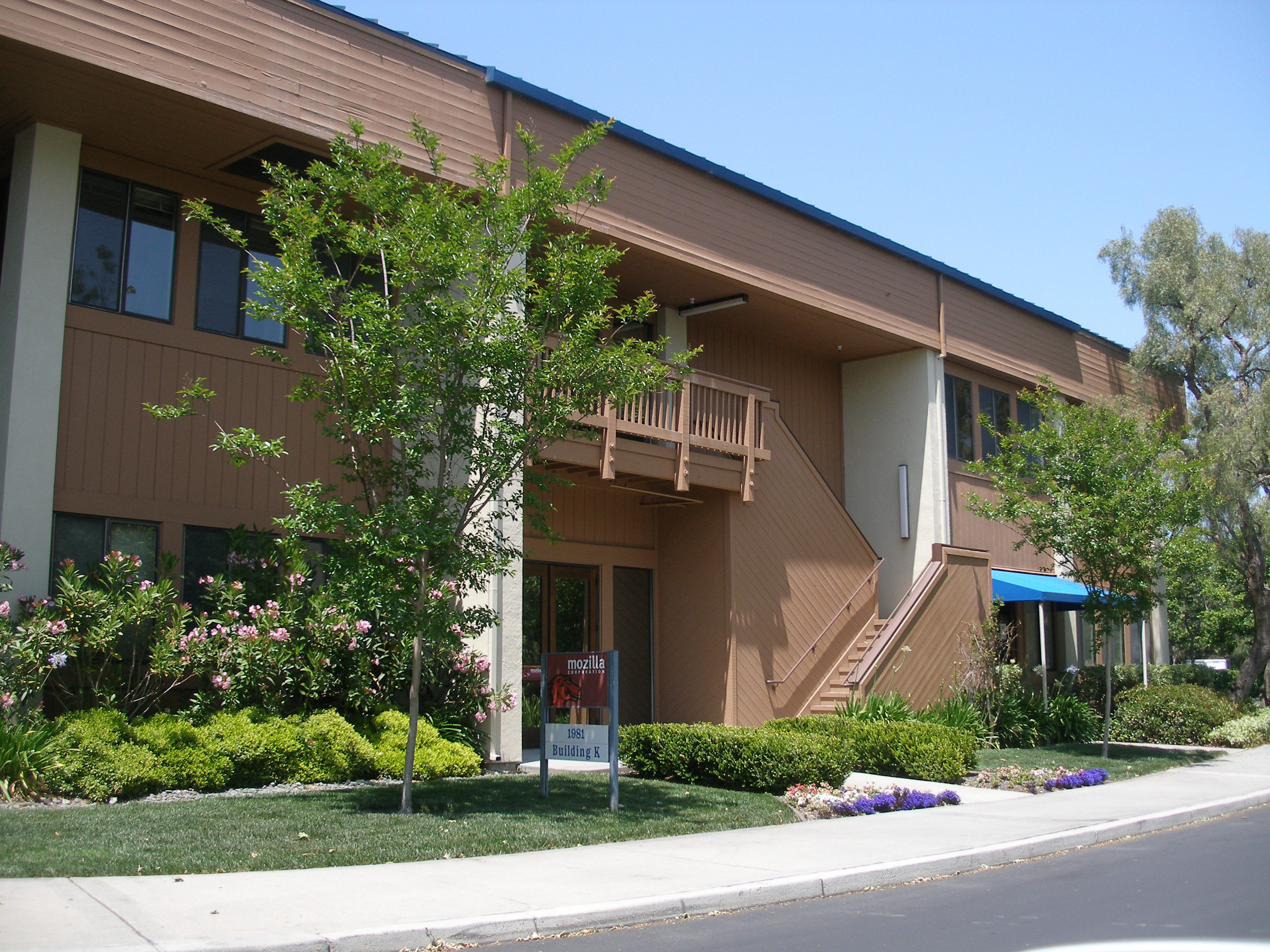
Предыдущий офис Mozilla Foundation и Mozilla Corporation в Маунтин-Вью (до июля 2009 года)

После проигрыша в войне браузеров 22 января 1998 года Netscape Communications Corporation в пресс-релизе Wayback Machine анонсировала открытие исходных кодов браузера Netscape Communicator 5, которые оказались в ужасном состоянии. Было принято решение написать код с нуля. Группа энтузиастов создала на базе открытого кода новый проект, получивший название Mozilla в честь внутреннего кодового имени браузера Netscape с первой его версии.
23 февраля 1998 года Netscape создала Mozilla Organization для координации разработки Mozilla Suite. Организация состояла преимущественно из работников Netscape, однако действовала формально независимо. Mozilla Organization утверждала, что разработка браузера Mozilla ведётся исключительно для тестовых целей, а не для нужд конечных пользователей. Это привело к созданию Beonex Communicator, выпускавшего версии для конечных пользователей, пока проект координировался Mozilla Organization. Тем не менее, большинство пользователей скачивало «официальные» сборки Mozilla.
Mozilla Foundation была создана, чтобы обеспечить выживание Mozilla без участия Netscape после того, как AOL (материнская компания Netscape) значительно сократила своё участие в Mozilla Organization. AOL поспособствовала созданию Mozilla Foundation, передав ей компьютерное оборудование, интеллектуальную собственность и предоставив работу команде из трёх человек в течение трёх первых месяцев существования организации, чтобы помочь преодолеть переходный период. AOL пообещала пожертвовать на нужды Mozilla Foundation 2 миллиона долларов за два года.

## Структура
Mozilla Foundation (неофициально «MoFo»)
- Mozilla Corporation («MoCo»)
- Mozilla Messaging (с 2008-02-14) («MoMo»)

### Mozilla Corporation
3 августа 2005 года Mozilla Foundation создала дочернюю компанию Mozilla Corporation, которой передала функции по разработке и распространению Mozilla Firefox и Mozilla Thunderbird. Mozilla Corporation взяла на себя ответственность за планирование выпусков, маркетинг и дистрибуцию программ. Она также управляет отношениями с бизнесом, многие из которых генерируют доходы. В отличие от Mozilla Foundation, Mozilla Corporation является налогоплательщиком, что дает ей большую свободу в распоряжении денежными средствами и выборе видов деятельности.

## Деятельность
В первоначальном расширении области деятельности Mozilla Foundation быстро превзошла mozilla.org, поскольку новой организации пришлось взять на себя те задачи, которые традиционно решались Netscape и другими компаниями, использовавшими технологии Mozilla. В рамках перенацеливания проекта на нужды конечных пользователей Mozilla Foundation подписала с различными компаниями контракты на продажу компакт-дисков с программами Mozilla и на предоставление телефонной технической поддержки. В обоих случаях поставщиками этих услуг остались те же компании, что работали с Netscape. Mozilla Foundation стала более жестко защищать свою интеллектуальную собственность, разработав стандарты использования своих товарных знаков и логотипов. Был запущен ряд новых проектов, например по маркетингу.
Сформировав Mozilla Corporation, Mozilla Foundation делегировала ей разработку и бизнес-деятельность. Mozilla Foundation сконцентрировалась на проблемах принятия решений и политик, хотя продолжает следить за проектами вроде Camino и SeaMonkey, которые не являются официальными продуктами Mozilla. Mozilla Foundation является собственником товарных знаков и другой интеллектуальной собственности, которая лицензирована Mozilla Corporation. Кроме того, Mozilla Foundation контролирует доступ к репозиториям (хранилищам) исходного кода Mozilla и принимает решения о распределении прав доступа к ним.

## Финансирование
Mozilla Foundation принимает в качестве источников финансирования добровольные пожертвования. Помимо первоначального взноса AOL, составившего 2 миллиона долларов, 300 тысяч долларов пожертвовал Митч Капор. Mozilla Foundation освобождена от уплаты налогов согласно IRC 501(c)3 налогового кодекса США. Однако Mozilla Corporation является налогоплательщиком.
Mozilla Foundation также заключила сделку с Google, включив его как поисковый движок по умолчанию в поисковую панель Firefox. Кроме того, домашней страницей по умолчанию была сделана страница поиска Google, оформленная в стиле Firefox. Хотя детали сделки не были объявлены широкой публике, финансовые результаты Mozilla Foundation за 2005 год доступны на её сайте.
Срок действия контракта истек в ноябре 2011 года. У многих программистов в этой связи имеется вопрос, не повредит ли такой альянс независимости и открытости Mozilla.

## Люди
Совет директоров Mozilla Foundation по состоянию на июль 2021 года насчитывает восемь членов:
- Митчелл Бейкер (председатель)
- Брайан Белендорф
- Николь Вонг
- Мохамед Нанабхай
- Наврина Сингх
- Хелен Турви
- Вамбуи Кинья
- Марк Сурман

Mozilla Corporation нанимает ряд работников, многие из которых работали на Mozilla Foundation до создания дочерней компании.
Проект Mozilla традиционно управлялся комитетом из работников mozilla.org, многие из которых затем стали членами советов директоров или работниками Mozilla Foundation или Mozilla Corporation.

## Сообщество
«Mozilla» — также название сообщества добровольцев, продвигающих идеи свободного программного обеспечения и «Открытого Интернета» в соответствии с «Манифестом Mozilla». Среди действий сообщества:
- Перевод и локализация программного обеспечения и сайтов на около 100 языков.
- Продвижение стандартов W3C: обращения к сайтам, работающим не по стандарту; записи в блогах; выступления на конференциях. Многие добровольцы делают это независимо, а некоторые делают в рамках программы «Представители Mozilla» («Mozilla Reps»)[13][14][15].
- Организация региональных и международных встреч энтузиастов сообщества.
- Оказание помощи пользователям ПО Mozilla на форумах и чатах.
- Организация просветительских мероприятий для детей и взрослых о технологиях Интернета, например в рамках программы Hackazaurus[16].
- Проверка новых версий программ Mozilla и сообщение о багах.

## Прочее
Mozilla Europe, Mozilla Japan и Mozilla China являются некоммерческими организациями, созданными для продвижения и распространения продуктов и проектов Mozilla. Они формально независимы, но аффилированы с Mozilla Foundation.
Название Mozilla произошло от названия первого веб-браузера NCSA Mosaic и в то время вышедшего фильма Годзилла.